# Хисаро-Алай
Хисаро-Алай (на таджикски: Ҳисору-Олой; на руски: Гиссаро-Алай) е мощна планинска система в Средна Азия, разположена на територията на Таджикистан, Киргизстан, Узбекистан и Китай. Простира се между Ферганската котловина на север, пустинята Къзълкум на запад, Каршинската степ на югозапад и Таджикската депресия и Алайската долина на юг, а на североизток се свързва с планинската система на Тяншан. Цялата планинска система е ориентирана в посока запад-изток и представлява леко изпъкнала на юг дъга с дължина около 900 km и ширина от 80 km в източната част до 150 km в западната част.

## Геоложки строеж, полезни изкопаеми
В тектонско отношение Хисаро-Алай представлява симетрично нагънато съоръжение с херцинска възраст, изградено от палеозойски (камбрий и долен перм) геосинклинални образувания. Централната част на планинската система – долината на река Зеравшан и южния склон на Туркестанския хребет са изградени основно от мощни, силно дислоцирани слоеве на силурски шисти. Северните склонове на Туркестанския, Алайския, Зеравшанския и Хисарския хребети са образувани от мощни слоеве от варовици и шисти със силурска и девонска възраст и варовици с долно- и среднокарбонска възраст. Горнопалеозойските (среден карбон и долен перм) конгломерати, пясъчници и ефузиви са развити покрай дълбочинни разломи в долината на Зеваршан и по северния склон на Туркестанския хребет. По-широко горния палеозой е представен по южната периферия на Ферганската котловина и по южния склон на Хисарския хребет, където той е привързан към зоните на дълбочинни разломи – Южнофергански и Хисарски. Магматичните породи в Хисаро-Алай – гранити, гранодиорити и алкални скали образуват големи тела в осовите части на Туркестанския и Алайския хребети, присъстват също и в Зеравшанския хребет, а в Хисарския хребет изграждат крупен батолит. По северния склон на Туркестанския хребет се наблюдават ултраосновни серпентинизирани интрузии със среднопалеозойска възраст. Палеозойското геосинклинално развитие на планинската система се сменя с образуването на мезозойско-палеогенова платформа, като в края на палеогена настъпва епоха на нова активизация, привела до образуването на съвременния релеф. Мезозойските и палеогеновите наслаги имат платформен облек и са се съхранили в планината във вид на тесни и затиснати разломни полоси, а по южната периферия на Ферганската котловина и в югозападните разклонения на Хисарския хребет образуват широки заравнени пространства. Те са представени от континентални въгленосни юрски, червеноцветни долнокридни и морски пъстроцветни горнокредни и палеогенови образувания, събрани и силно нагънати. Олигоценските, плиоценските и старите антропогенни наслаги образуват широк орогенен комплекс от континентални моласи, изпълващи предпланините и междупланинските котловини.
С гранитоидите от късния палеозой са свързани находищата на волфрам, молибден, арсен и злато. Най-голямо значение имат живачно-антимоновите находища по северните склонове на Туркестанския и Алайския хребети (Хайдаркен, Чаувай, Кадамджай и др.) и антимоновите находища в Таджикистан (Шинг-Магиан, Джижикрут и др.). Към юрските наслаги са привързани въглищните залежи в Сулюкта, Шураб, Кизълкия, Фан Ягноб и находищата по южния склон на Хисарския хребет. Сярното находище в Шорсу се намира в палеогеновите наслаги в северните поли на Туркестанския хребет, а нефтените находища в южната част на Ферганската котловина са свързани с кредните и палеогеновите наслаги (Ким, Чимион, Андижан и др.).

## Географска характеристика

### Релеф
Основните планински хребети в Хисаро-Алай имат широчинно или субширочинно простиране. Западната и средната част на планината са заети от Туркестанския, Зеравшанския и Хисарския хребети и техните разклонения, а Алайския хребет със северните си разклонения (Кичик Алай и др.) образуват източната част. В западната част, продълженията на Туркестанския хребет (Малгузар, Нуратау и Актау) се простират далеч на северозапад покрай десния бряг на река Зеравшан, а редица нископланински масиви, т.нар. Зирабулак-Зиаетдински планини, са западно продължение на Зеравшанския хребет и се простират покрай левия бряг на Зеравшан. Югозападни продължения на Хисарския хребет са хребетите Байсунтау и Кугитангтау, а южни разклонения – хребетите Бабатаг и Каратегински. Височината на повечето от хребетите надвишава 5000 m. В източната част на Туркестанския хребет, в района на Матчинския планински възел се извисява връх Скалисти 5621 m (39°37′10″ с. ш. 70°43′08″ и. д. / 39.619444° с. ш. 70.718889° и. д.), най-високата точка на цялата планинска система на Хисаро-Алай. При стиковането на Зеравшанския и Алайския хребети се издига връх Игла (5301 m), източно от нея се намира най-високата точка на Алайския хребет (5544 m), а в средната част на Зеравшанския хребет е връх Чимтарга (5489 m).
Основните гребени на Туркестанския, Зеравшанския, Хисарския и Алайския хребети и някои от най-високите предпланински хребети (Кичик Алай и др.) имат типичен алпийски релеф. В северните предни планински ридове на Алайския и Туркестанския хребети, в западната част на Туркестанския хребет и неговите разклонения, в хребета Нуратау и др. добре са се съхранили плоските заравнени повърхнини, изпитали през неогена и плейстоцена тектонски деформации във вид на дълги сводообразни издутини. Техните платообразни билни части и склонове са силно разчленени от дълбоки долини и дефилета. По северните подножия на Алайския и |Туркестанския хребети, Кичик Алай и др. са развити силно разчленени льосови предпланински заравнености, носещи названието „адири“. Във варовиците на Зеравшанския хребет и северните склонове на Алайския и Туркестанския хребети широко разпространение имат карстовите форми.

### Климат
Климатът на Хисаро-Алай се характеризира с изменението във височина на термичните условия, неравномерното разпределение на валежите и овлажняването. В котловините и долините по периферията на планинската система средните юлски температури са 24,3 °C (в Ош), 28,2 °C (в Душанбе), а средните януарски съответно – 3,0 °C и 1,4 °C. Сумата на температура над 10 °C годишно е съответно 3853 °C и 4880 °C. На височина 3373 m (прохода Азноб в Хисарския хребет) аналогичните показатели са 11 °C, -13,2 °C и 484 °C. По наветрените склонове на планините, обърнати на юг и запад годишното количество на валежите достига 1000 – 2000 mm, като заедно с това са много големи инсолацията и изпарението, а на подветрените склонове, даже в среднопланинските части падат под 200 mm. Максимумът на валежите в подножията е през пролетта, а по билата – през пролетта и лятото.

### Води
Реките имат смесено подхранване с преобладаване на ледниково-снежното, като делът на ледниковото подхранване е много голям в горното течение на река Зеравшан. Със своята живописност се славят планинските езера Искандеркул и Маргузор (в басейна на Зеравшан) и др. Високите гребени на хребетите са покрити с вечни снегове и ледници. Най-големият ледник в Хисаро-Алай е Зеравшанският с дължина около 25 km, от който води началото си река Зеравшан.

### Типове ландшафти
По склоновете на планината от долу нагоре се обособяват следните височинни зони и пояси:
- Зона на ефемеровите и полино-ефемеровите полупустинни предпланински равнини и адири;
- Зона на субтропичните степни льосови предпланини и средногория с пояси от тревисти, тревисто-храстови и злаково-храстови степи;
- Зона на среднопланинските гори от арча (вид хвойна), редки гори, степи и лесо-ливадни степи;
- Зона на високопланинските пасища с пояси от субалпийски пасища и ливадни степи, алпийски пасища, субнивален пояс с фрагментарна почвено-растителна покривка от високопланинско пасищен тип, разположен сред голи скали и сипеи;
- Глациално-нивална зона на вечните снегове, ледници и скали.

## Топографска карта
- J-42-А М 1:500000[2]
- J-42-Б М 1:500000[3]
- J-43-А М 1:500000[4]
- К-42-В М 1:500000[5]
- К-43-В М 1:500000[6]